# HxD
HxD é um editor hexadecimal proprietário para o sistema operacional Microsoft Windows. Pode abrir arquivos maiores do que 4 GiB e abrir e editar o conteúdo de drives de disco, como também exibir e editar a memória usada por processos em execução. Pode também calcular checksums e comparar arquivos. É distribuído como freeware e é o 1º programa mais baixado na categoria "Coding Utilities" no Download.com.